# جان ان. شایو
جان ان شیو (انگلیسی: John N. Shive؛ زاده ۲۲ فوریهٔ ۱۹۱۳ درگذشته ۱ ژوئن ۱۹۸۴) فیزیکدان اهل ایالات متحده آمریکا بود.